# 山陰新幹線
山陰新幹線（さんいんしんかんせん）は、大阪府大阪市から鳥取県鳥取市附近、島根県松江市附近を経由して山口県下関市までを結ぶ高速鉄道路線（新幹線）の基本計画路線である。
1973年に全国新幹線鉄道整備法第四条第一項の規定による「建設を開始すべき新幹線鉄道の路線を定める基本計画」（昭和48年告示第466号）により告示された。着工に向けて目立った進展はない。

## 整備を求める動き
基本計画は高度経済成長期の1973年に決定された。全長は約550 km、建設費用が約4兆円といわれたが、オイルショックに伴い総需要抑制策が採られ、先行して建設される予定だった整備新幹線の建設が凍結されたことや高度経済成長の終焉により、計画は事実上中断された。完成後は中国横断新幹線との乗り入れも想定されるが、以後計画の進捗はなかった。
停滞している検討を促進するため、2013年に山陰縦貫・超高速鉄道整備推進市町村会議が発足した。6府県の市町村で構成し、鳥取市長が会長を務める。山陰地方を縦貫し北陸地方に接続するとともに、山陰地方から京都、大阪などの京阪神を直接に結ぶ、リニア方式を含めた新幹線の整備推進を掲げている。
リニア方式で整備した場合は、東京 - 福岡間の移動ルートの一部になることも予測され、建設費13兆3537億円、便益18兆7900億円、経済波及効果は年間1590億円を見込む。在来型新幹線方式による整備では、建設費3兆910億円、便益3兆3789億円、経済波及効果が年間377億円と試算される。整備費と、整備後40年間の便益とを比較した費用便益比の試算では、在来型新幹線による山陰新幹線の1.09に対し、リニアは1.41という試算もある。
また、コストを削減するため、単線の検討をすすめる意見もある。
従来方式による山陰新幹線が実現すると、鳥取 - 大阪間の所要時間が約1〜1.5時間（特急スーパーはくとで約2時間半）、松江 - 大阪間の所要時間が約1.5〜2時間（特急やくも+新幹線で約3時間半）と試算され、山陰新幹線を整備しない場合と比べて鳥取県と島根県の人口はそれぞれ数万人増加すると予想されている。

## 整備ルート選定にまつわる動き
2016年の北陸新幹線のルート検討時には、早期実現に向けて一部区間の共通化が提案された。2017年、北陸新幹線の経由しないことが決まった京都府北部では、北陸新幹線京都府北部ルート誘致促進同盟会が京都府北部ルート誘致・鉄道高速化整備促進同盟会に改名し、山陰新幹線の誘致を開始した。
同会は、山陰新幹線が日本海側の重要地域と全国の主要都市を結ぶ新幹線ネットワークを実現し、日本海国土軸の形成と日本海側地域と太平洋側地域の連携強化を可能にすると意味付け、日本海側の重要地域である京都府北部地域（京都府北部地域連携都市圏）を経由することが日本海側地域の発展、地方創生の推進につながり、日本全体の国益に寄与するとして、京都府北部を通るよう求めている。
2022年に国交省では、南丹市付近に駅を設置し北陸新幹線と分岐させる可能性について調査することを決定した。

## 年表
- 1967年（昭和42年） - 日本国有鉄道（国鉄）が全国新幹線網構想を発表。
- 1969年（昭和44年）5月30日 - 新全国総合開発計画決定。
- 1970年（昭和45年）
  - 5月18日 - 全国新幹線鉄道整備法成立。
  - 7月23日 - 山陰新幹線建設促進期成同盟会が発足。
- 1973年（昭和48年）11月15日 - 昭和48年告示第466号により、山陰新幹線を含む12線の基本計画決定。
- 2007年（平成19年） - 山陰新幹線建設促進期成同盟会が実質的な活動を休止。
- 2013年（平成25年）6月5日 - 山陰縦貫・超高速鉄道整備推進市町村会議が発足。
- 2016年（平成28年）5月19日 - 山陰新幹線を実現する国会議員の会が発足。
- 2019年（令和元年） - 山陰新幹線建設促進期成同盟会が要望活動を再開。

## 関係する組織
山陰新幹線の建設を促進するために設立された組織には、下記のほか、自治体議会の議員による議員連盟などがある。
山陰新幹線建設促進期成同盟会
1970年7月23日設立。京都府・兵庫県・鳥取県・島根県、山口県の1府4県と市長会・市議会議長会・町村会・町村議会議長会・経済団体などの40団体で構成する。代表世話人は鳥取県知事。京都府は2019年から参加。
山陰縦貫・超高速鉄道整備推進市町村会議
2013年6月5日設立。山口県2市、島根県8市7町1村、鳥取県4市11町1村、兵庫県3市2町、大阪府4市、京都府6市2町、福井県1市の52市町村で構成される。
同会議は、北陸から下関に至る環日本海・本州西部地域を、東アジア地域との交流拠点となる力があり、太平洋側での大規模災害に対するリダンダンシー確保および国防や海上安全の観点から、日本全体にとって大きな役割を果たす重要な地域と位置付けている。この地域が日本全国の都市とつながり発展していくため、また地方から日本経済を支えていくために、山陰新幹線を早期に実現する取組が必要であると主張している。
山陰新幹線を実現する国会議員の会
島根県、鳥取県など日本海側5府県の国会議員により2016年5月19日に設立された。会長は石破茂。
山陰新幹線京都府北部ルート誘致・鉄道高速化整備促進同盟会
2017年8月7日設立。前身となる北陸新幹線京都府北部ルート誘致促進同盟会は2016年3月5日に設立された。
京都府北部の舞鶴市・福知山市・綾部市・宮津市・京丹後市・伊根町・与謝野町の自治体・議会・商工団体・観光団体等で構成され、宮津市長が会長を務める。山陰新幹線の誘致以外に、山陰本線・福知山線・舞鶴線の複線高速化と京都府北部地域への交通系ICカード導入拡大を推進している。
山陰新幹線整備促進鳥取市議会議員連盟
2019年6月25日設立。鳥取市議会の議員で構成される。